# Poospiza nigrorufa
Poospiza nigrorufa е вид птица от семейство Тангарови (Thraupidae). Видът е незастрашен от изчезване.

## Разпространение
Разпространен е в Аржентина, Боливия, Бразилия, Парагвай и Уругвай.